# Главни штаб НОВ и ПО Србије
Главни штаб Народноослободилачке војске и партизанских одреда Србије је био највиши војни орган који је организовао и командовао јединицама Народноослободилачке војске и партизанских одреда Југославије на подручју Србије, током Народноосолободилачког рата, од 1941. до 1945. године. Био је потчињен Врховном штабу Народноослободилачке војске и партизанских одреда Југославије.
Штаб је формиран је 4. јула 1941. године и неколико пута је мењао назив, а у периоду од краја 1941. до почетка 1943. године није постојао. Првобитни назив му је био Штаб Народноослободилачких партизанских одреда Србије, потом Главни штаб Народноослободилачких партизанских одреда Србије, а почетком 1943. године његов рад је обновљен под називом Главни штаб Народноослободилачке војске и партизанских одреда Србије. Руководио је партизанским одредима, бригадама, дивизијама, корпусима и војно-територијалним командама формираним на територији Србије, сем оних које су ушле у сасатав јединица којима је непосредно командовао Врховни штаб НОВ и ПОЈ.

## Историјат
Штаб Народноослободилачких партизанских одреда Србије формирао је Покрајински комитет КПЈ за Србију, 4. јула 1941. године у Београду. За чланове Штаба тада су именовани: Сретен Жујовић, командант, Никола Груловић, Филип Кљајић, Бранко Крсмановић и Родољуб Чолаковић, чланови штаба. Сви чланови штаба су 8. јула напустили Београд и прешли на територију Шумадије и Поморавља, док је ПК КПЈ за Србију и даље остао у Београду. Излазак Штаба био је веома значајна за усмеравање партизанских одреда и Окружних комитета Комунистичке партије Југославије.

### Делегати Покрајинског комитета
У многе Окружне партијске комитете на територији Србије, у периоду припрема за устанак, упућени су инструктори ПК КПЈ за Србију, који су имали задатак да раде на војним и партијским питањима истоврмено. За инструкторе Покрајинског комитета ангажовани су истакнути партијски радници. Сваки од њих био је задужен за рад у по један до два суседна округа, изузев Београдског округа где је Биро Покрајинског комитета могао непосредно да утиче на рад руководства. Милош Минић је упућен у Ваљево, Миле Ивковић у Шабац, Милан Мијалковић у Ужице и Чачак, Мирко Томић у Крушевац и Краљево, Василије Буха у Зајечар, Добривоје Радосављевић у Ниш и Лесковац, Светислав Стефановић Ћећа у Крагујевац и Мома Марковић у Пожаревац.

### Устанак
Иако су Главни штаб Народноослободилачких партизанских одреда Србије и Покрајински комитет КПЈ за Србију заједно издали директиву о формирању партизанских одреда, у свим крајевима Србије није истовремено дошло до устанка, као ни до равномерног развоја партизанских одреда. У већем броју округа партизански одреди формирани су тек у августу и септембру 1941. године. Нешто успоренији развој партизанских одреда осећао се у јужној и источној Србији, чему је допринео и недовољан утицај Покрајинског комитета и Главног штаба, који су у складу са директивом Врховног штаба, највећу активност усмерили на западну Србију, Шумадију и Поморавље, да би тамо по наређењу Врховног команданта Јосипа Броза Тита проширили ослобођену територију. Утицај Врховног штаба НОПОЈ-а и ЦК КПЈ на прилике у Србији био је велики, а посебно после изласка Врховног штаба на слободну територију, септембра 1941. године.

### Саветовање Главног штаба у Дуленима
Од посебног значаја за рад Главног штаба Народноослободилачких партизанских одреда Србије и развој устанка у Србији било је саветовање руководећег кадра, одржано 16. септембра у селу Дуленима, код Крагујевца, коме су присуствовали, поред чланова Главног штаба, команданти и политички комесари партизанских одреда из Поморавља и централне Србије. На саветовању су донесене одлуке о организацији и формацији партизанских одреда, као и о начину садејства између одреда ради стварања јединствене ослобођене територије. Закључци и одлуке са саветовања знатно су утицале на успешан развој устанка у Србији у току септембра и октобра, али се и даље осећао недовољан утицај Главног штаба на рад партизанских одреда на простору јужне и источне Србије. Партизански одреди у тим областима добијали су задатке и директиве од Бироа Покрајинског комитета, преко партијских веза које су одржавали окружни комитети и преко инструктора Покрајинског комитета.

### Прва непријатељска офанзива
За време Прве непријатељске офанзиве на слободну територију западне Србије, од септембра до децембра 1941. године Главни штаб се налазио у близини Врховног штаба па се заједно са њим повукао у правцу Санџака, док се Биро Покрајинског комитета КПЈ за Србију и даље налазио у Београду. Један број јединица из Србије ушао је у састав Прве и Друге пролетерске ударне бригаде, а други су постепено враћени на своју територију или су привремено задржани у Санџаку, па тих дана Главни штаб није имао посебног утицаја на њихову активност. За сређивање стања у одредима који су се повукли из Србије, Врховни штаб НОВЈ је формирао Привремено оперативно руководство, а за свог делегата код партизана у Санџаку упутио је Милована Ђиласа.
Командант и члан Главног штаба Народноослободилачких партизанских одреда Србије Сретен Жујовић и Филип Кљајић пошли су са Врховним штабом у Босну, тако да Главни штаб више није функционисао као руководство, него су поједини чланови углавном одвојено деловали, савки на својој територији. Раздвојеност чланова Врховног штаба и губљење веза са Бироом Покрајинског комитета имали су негативног одраза на даље вођење оружане борбе у Србији.
Након пада Ужичке републике, 1. децембра 1941. у селу Радоиња у Санџаку је на састанку НОПОЈ са Титом на челу одлучено да Мирко Томић предводи групу бораца, који су сачињавали делови Посавског и Космајског одреда са укупно око стотинак бораца, који би се вратили у Србију и придружили се Мачванском и Ваљевском одреду који су остали у Србији. Тада је Мирко Томић именован за команданта Главног штаба НОВ и ПО Србије. Поред Томића за чланове штаба именовани су Радивоје Јовановић и Милорад Милатовић. Поред њих именовани су и Петар Стамболић и Милинко Кушић, који нису успели да се пробију у Србију. У току месеца децембра се у делу западне Србије налазило око 1500 бораца НОП, који су од стране Немаца били опкољени на подручју планина Медведник, Повлен, Маљен, Сувобор. Међутим Мирко Томић је имао само усмено Титово наређење да сви одреди остану на овим теренима до пролећа када би се распламсао устанак, што је била јако дефанзивна тактика. Поред тога у то време је дошло до интензивирања рада Четничког и других квинслишких покрета у овим крајевима, тако да су ове јединице остале одсечене како од Главног штаба НОПОЈ, тако и од сеоске базе. Те године зима је била врло јака са високим снегом, одреди нису могли да се допуњују људима, дошло је до деморалисања бораца, тако да је врло брзо дошло до осипања. Поред тога сваки од одреда је желео да се врати у свој крај, што је условило растурање ове јаче формације у мање који су били до краја марта потпуно уништени, осим пар дестина бораца и дела руководства. Мирко Томић је током овог периода покушавао да активира одреде у осталим крајевима Србије, како би спласнуо притисак на ову формацију у западној Србији, али безуспешно. Крајем јануара је након напада квинслишких снага одлучено да није могуће бранити територију у западној Србији, тако да су борци подељени у две групе кренули у Рађевину и Сувобор. Међутим ускоро су се одреди нашли опкољени на Сувобору и Маљену. Дошло је до расправе у Главном штабу око тога куда да се упуте јединице, како би преживеле зиму и дочекали пролеће када би били повољнији услови за борбу. Одлучено је да се крене ка Копаонику, међутим ускоро су наишли на јаке квинслишке и Немачке снаге, тако да се брзо од овога одустало. На саветовању 15. марта на Маљену који је сазвао Мирко Томић, одлучено је да се сваки одред упути на своју територију и презими зиму, међутим убрзо након тога су скоро сви одреди били уништени, осим делова Ваљевског одреда који се пребацио у Босну. Након распада ових јединица Мирко Томић је преузео одговорност за неуспех спровођења одлука Главног штаба НОПОЈ, који реално нису били изводљиви због промене стања у Србији након напуштања главних јединица НОПОЈ, губљења комуникације са Главним штабом, тешке зиме и јаких активности квислиншких снага, које су биле знантно ојачале у овим крајевима.
По напуштању партизанских одреда формирано је ново руководство Покрајинског комитета КПЈ за Србију, које су сачињавали: Благоје Нешковић, секретар, Спасенија Цана Бабовић, Митра Митровић, Срба Јовановић, Мирко Томић, Милош Минић и Љубинка Милосављевић Буба. Да би се обезбедило руковођење ослободилачком борбом, покрајински комитет је формирао Повереништва за поједине области, како би преко њих објединио борбена дејства и активност партизанских одреда, посебно у јужној и источној Србији, где су партизански одреди били у развоју.

### Главни штаб у 1942. години
Главни штаб Народноослободилачких партизанских одреда Србије током 1942. године практично није ни постојао, што је изазвало одређене потешкоће у командовању. О томе је Иво Лола Рибар, као члан Секретеријата за неослобођене крајеве, обавештавао Врховни штаб НОП и ДВЈ и тражио да се именује командант Главног штаба, који би могао да око себе окупи чланове руководства за Србију. Врховни штаб је указивао да се чланови руководства морају повезати и јединствено деловати, али све до почетка 1943. године командант и политички комесар Главног штаба, као ни чланови Бироа Покрајинског комитета, нису били заједно, па нису ни могли деловати као јединствена целина.

### Обнављање рада Главног штаба
Рад Главног штаба Народноослободилачке војске и партизанских одреда Србије обновљен је почетком 1943. године, иако је ново руководство Штаба, у саставу Радивоје Јовановић командант и Мома Марковић политички комесар, именовано још крајем 1942. године. Средиште Штаба тада је било на терену Аранђеловца, а главни задатак штаба било је оживљавање оружане борбе и формирање Прве шумадијске бригаде.